# Lưu Kỳ (sinh năm 1942)
Lưu Kỳ (chữ Hán: 刘淇, bính âm: Líu qí; tháng 11 năm 1942), từng là Uỷ viên Bộ Chính trị Đảng Cộng sản Trung Quốc, Bí thư Thành ủy Bắc Kinh từ năm 2003 đến năm 2012.

## Tiểu sử
Lưu Kỳ sinh ngày 3 tháng 11 năm 1942, dân tộc Hán, quê quán Vũ Tiến, Giang Tô. Ông gia nhập Đảng Cộng sản Trung Quốc vào tháng 9 năm 1975 và tham gia công tác từ tháng 6 năm 1968.
Trình độ: kỹ sư luyện kim Học viện Gang thép Bắc Kinh, thạc sĩ, công trình sư cao cấp

## Quá trình công tác
Từ 1959-1964: Học tại Học viện Gang thép Bắc Kinh
Từ 1964-1968: Nghiên cứu sinh chuyên ngành luyện kim tại học viện Gang Thép Bắc Kinh
Từ 1968-1983: Làm việc tại phân xưởng số 2 công ty Gang thép Vũ Hán
Từ 1983-1985: Phó xưởng trưởng xưởng luyện thép công ty Gang thép Vũ Hán, trưởng phòng sản xuất công ty
Từ 1985-1990: Phó giám đốc thứ nhất công ty Gang Thép Vũ Hán, đảng uỷ viên đảng uỷ công ty
Từ 1990-1993: Giám đốc công ty Gang Thép Vũ Hán, đảng uỷ viên đảng uỷ công ty
Từ 1993-1998: Bộ trưởng Bộ luyện kim Trung Quốc, thành viên ban cán sự đảng bộ
Từ 1998-1999: Phó bí thư, phó thị trưởng Bắc Kinh
Từ 1999-2001: Phó bí thư, thị trưởng Bắc Kinh
Từ 2004-2002: Phó bí thư, Thị trưởng, Chủ tịch Uỷ ban Olympic Bắc Kinh
Từ 2002-2003: Uỷ viên bộ chính trị, bí thư Thành ủy Bắc Kinh, Chủ tịch Uỷ ban Olympic Bắc Kinh
Từ 2003-2012: Uỷ viên bộ chính trị, bí thư Thành uỷ Bắc Kinh, Chủ tịch Uỷ ban Olympic Bắc Kinh